# Euphorbia lurida
Euphorbia lurida es una especie fanerógama perteneciente a la familia de las euforbiáceas.

## Distribución
Es nativa del suroeste de los Estados Unidos de California a Utah y México, donde se puede encontrar en una serie de hábitats.

## Descripción
Es una hierba perenne común que por lo general no excede de medio  metro de altura. Tiene pequeñas hojas verdes ovaladas a lo largo de sus tallos erguidos. La inflorescencia en ciatio se encuentra en las puntas de los tallos y tienen  diminutas flores glandulares dentadas. El fruto es una cápsula redondeada unos pocos milímetros de ancho que contiene diminutas semillas de color gris.

## Taxonomía
Euphorbia lurida fue descrita por George Engelmann y publicado en Report on the Colorado River 4: 26–27. 1861.
Etimología
Euphorbia: nombre genérico que deriva del médico griego del rey Juba II de Mauritania (52 a 50 a. C. - 23), Euphorbus, en su honor – o en alusión a su gran vientre –  ya que usaba médicamente Euphorbia resinifera. En 1753 Carlos Linneo asignó el nombre a todo el género.
lurida: epíteto latino que significa " de color amarillo humo, pálido".
Sinonimia
- - Tithymalus luridus (Engelm.) Wooton & Standl. (1913).
  - Euphorbia palmeri Engelm. in S.Watson (1880).
  - Euphorbia subpubens Engelm. in S.Watson (1880).
  - Euphorbia peplifolia Engelm. in H.N.Patterson (1887), nom. nud.
  - Euphorbia lurida var. pringlei Norton (1899).
  - Euphorbia palmeri var. peplifolia Norton (1899).
  - Tithymalus subpubens (Engelm.) Norton (1925).
  - Tithymalus palmeri (Engelm. ex S.Watson) Dayton (1931).
  - Euphorbia palmeri var. subpubens (Engelm.) L.C.Wheeler (1940).[5][6]